# 베르나르 쿠슈네르
베르나르 쿠슈네르(Bernard Kouchner, 1939년 11월 1일 ~ )는 프랑스의 정치인, 외교관, 의사이다. 국경없는 의사회를 설립했다. 프랑수아 피용 내각에서 외무·유럽 장관을 지냈다.